# Phase IV
Phase IV (br:Fase IV - Destruição) é um filme  anglo-americano do ano de 1974, do gênero ficção científica, dirigido por Saul Bass.

## Enredo
Quando um fenômeno cósmico, aparentemente causa uma mutação nas formigas, tornando-as seres inteligentes, um grupo de cientistas vão ao deserto para investigar. Lá se deparam com estranhas construções das formigas, em formas geométricas que, apesar de mostrar um propósito, este permanece obscuro para os humanos. Logo, se inicia o conflito com as formigas atacando os membros do time científico. Os dois líderes da equipe, o Dr. Ernest e James chegam a conclusão de que a evolução esta se passando em ciclos e, nos aproximamos da fase 4, onde uma nova ordem surgirá para a vida na terra. 

## Elenco
| Nome             | Personagem          |
| ---------------- | ------------------- |
| Michael Murphy   | James R. Lesko      |
| Nigel Davenport  | Dr. Ernest D. Hubbs |
| Lynne Frederick  | Kendra Eldridge     |
| Alan Gifford     | Mr. Eldridge        |
| Robert Henderson | Clete               |
| Helen Horton     | Mildred Eldridge    |

## Outros nomes do filme
| Nome                       | País(es)           |
| -------------------------- | ------------------ |
| Du tror inte dina ögon     | Suécia             |
| Fase IV: distruzione Terra | Itália             |
| Negyedik fázis             | Hungria            |
| Phase 4 / Phase Vier       | Alemanha Ocidental |
| Phase Four                 | UK                 |
| Phase IV                   | França             |
| Sucesos en la IV fase      | Espanha            |
| Vaihe IV                   | Finlândia          |